# Mariana Pion
Mariana Alejandra Pion Núñez (San José de Mayo, 19 de diciembre de 1992) es una futbolista uruguaya, juega como mediocampista defensiva y su equipo actual es el Wanderers de la Campeonato Uruguayo de Futbol Femenino de Uruguay.

## Trayectoria

### Inicios
Se inició jugando en el Fútbol Playa, a los 6 años practicándolo hasta los 13 en 2005, cuando comienza a jugar fútbol 11 profesionalmente.

### Profesionalismo
Con tan solo 14 años de edad en 2006 Mariana hace su debut profesional jugando en el Club Nacionl; para las dos temporadas siguientes milita cedida para el Rampla Juniors y el Club Sportivo Artigas. En 2009 regresa al Club Nacional donde se mantiene con buen nivel hasta 2015 haciendo parte de la Selección Uruguaya en sus distintas categorías. En la primera división de Uruguay hasta 2009 tenía un registro de más de 30 goles anotados.
Desde 2017 juega en el fútbol internacional, donde ha pasado con destacadas actuaciones por el Sportivo Limpeño de Paraguay, Osasco Audax de Brasil, Atlético Nacional, Millonarios, estos dos últimos en Colombia.

## Clubes
| Club              | País     | Año           |
| ----------------- | -------- | ------------- |
| Nacional          | Uruguay  | 2006          |
| Rampla Juniors    | Uruguay  | 2007          |
| Sportivo Artigas  | Uruguay  | 2008          |
| Nacional          | Uruguay  | 2009 - 2014   |
| Colón FC          | Uruguay  | 2014 - 2016   |
| Sportivo Limpeño  | Paraguay | 2017          |
| Atlético Nacional | Colombia | 2018          |
| Osasco Audax      | Brasil   | 2019          |
| Millonarios       | Colombia | 2019          |
| Wanderers         | Uruguay  | 2020-presente |

## Selección nacional de Uruguay

### Selección sub-20
Hizo parte de la selección de Uruguay sub-20 que participó en el Campeonato Sudamericano Femenino Sub-20 de 2012, donde anotó el gol de la victoria en el partido inaugural contra la Selección Perú.

### Selección absoluta
Pion disputó la Copa América Femenina 2014 celebrada en Ecuador. Anotó un gol contra la Selección Perú en la tercera fecha.